# 道錄司
道錄司，中國古代朝廷主管道教事务的中央機構之一。
北周、宋时有左、右街道录院，掌道教事务，先属鸿胪寺，政和六年（1116年）改属秘书省。明洪武十五年（1382）始置，属礼部。遷都後地点在北京烟袋斜街广福观。設左、右正一二人（正六品），左、右演法二人（從六品），左、右至靈二人（正八品），左、右玄義二人（從八品）等道官。在清朝，主要處理道教宣揚事宜。1910年代，清朝滅亡後，該機構廢除。
清代道錄司的位階體制皆改良自明朝，主官称正印、副印，下设左右正二人、左右演法二人、左右至灵二人、左右玄义二人等。各省则府置道纪司，州置道正司，县置道会司。